# 페르소나 위성
페르소나(Persona)는 러시아의 첩보위성 시리즈이다. Resurs DK 위성을 개량한 것이다.
2008년 7월 26일 플레세츠크 우주 기지의 LC-43/4 발사대에서 Kosmos 2441 위성이 소유스 2호 로켓에 실려서 750 km 고도의 태양동기궤도로 최초 발사되었다. It reportedly failed to return useful imagery due to an electrical malfunction. 위성의 중량은 6500 kg이며, 길이 7m, 직경 2.7 m이다. 주반사경의 직경은 1.5 m, 초점거리는 20 m, 수명은 7년, 팬크로매틱 모드에서의 천저(天底) 이미지 해상도는 33 cm이다.
ELAR에서 제작한 CCD를 사용한다. ELAR는 예전에 ELECTRON-OPTRONIC 로 불리었다.